# Indiana Jones și templul morții
Indiana Jones și templul morții (1984) (denumire originală Indiana Jones and the Temple of Doom) este un film de aventuri - acțiune american regizat de Steven Spielberg. Este al doilea (cronologic primul) film din franciza Indiana Jones și prequel al filmului Indiana Jones și căutătorii arcei pierdute (1981).
Producătorul și unul din scenariștii filmului, George Lucas a decis să facă un film a cărui acțiune să aibă loc înainte de Indiana Jones și căutătorii arcei pierdute. Cu toate acestea, el nu a vrut ca naziștii să fie principalii antagoniști din nou. Ideea originală era ca filmările să aibă loc în China, într-o vale ascunsă locuită de dinozauri. Alte scenarii respinse prevedeau un rege al maimuțelor sau un castel bântuit în Scoția. Lucas a scris în cele din urmă un rezumat al scenariului care semăna cu scenariul final al filmului. Lawrence Kasdan, colaboratorul lui Lucas la Căutătorii arcei pierdute a refuzat oferta de a scrie scenariul, astfel încât Willard Huyck și Gloria Katz au fost angajați în locul lui.
Filmul a fost un succes financiar, dar unele recenzii care au criticat violența de pe ecran au contribuit mai târziu la acordarea rating-ului PG-13 în SUA. Cu toate acestea, critica a devenit favorabilă din 1984, citând intensitatea și imaginația filmului. Unii membrii ai echipei de realizare a filmului, printre care și Spielberg, pun retroactiv filmul într-o lumină nefavorabilă. Filmul a fost și obiectul unor controverse datorită felului în care prezintă India și Hinduismul.

## Povestea
În 1935, Indiana Jones scapă cu greu din ghearele lui Lao Che, un șef al mafiei din Shanghai. Împreună cu ucenicul său chinez de șapte ani Short Round și cu cântăreața de club/căutătoare de aur Willie Scott, Indiana fuge din Shanghai cu un avion care, fără știința sa, aparține lui Lao. Piloții chinezi părăsesc cu ultimele parașute de la bord avionul care se prăbușește în Himalaia, dar cei trei reușesc să scape cu o barcă gonflabilă care alunecă la vale pe zăpadă și apoi de-a lungul unui râu. În cele din urmă Indiana, Short Round și Willie Scott ajung în Mayapore, un sat sărăcăcios din nordul Indiei, unde sătenii cred că cei trei au fost trimiși de către zeul hindus Shiva și le cer ajutorul pentru a recupera piatra Sivalinga (o piatră sacră furată din altarul lor) precum și să găsească copii satului răpiți tot de forțele răului din Palatul Pankot aflat în apropiere. În timpul călătoriei spre Pankot (pe spatele unui elefant), Indiana crede că piatra poate fi una din cele cinci pietre fabuloase Sankara care aduc avere și glorie.

Willie Scott (Kate Capshaw, dreapta) și Short Round (Jonathan Ke Quan) la ospățul din Palatul Pankot. Kate este îngrozită de ochii care plutesc în supa pe care tocmai o ceruse

Cei trei sunt întâmpinați cu căldură de către locuitorii Palatului Pankot (inclusiv tânărul Maharajah Zalim Singh și reprezentantul său, prim-ministru al palatului Chattar Lal) și li se permite să-și petreacă noaptea ca oaspeți. Seara cei trei participă la un banchet generos la care ia parte și Maharajahul, dar și un ofițer britanic. În timpul banchetului sunt oferite ca delicatese preparate culinare ciudate cum ar fi pui de șerpi, gândaci mari, supă cu ochi și creier de maimuță flambat. Palatul neagă acuzațiile lui Indiana și teoria sa potrivit căreia anticul Cult Thuggee este responsabil pentru necazurile sătenilor. Cu toate acestea, târziu în acea noapte, Indiana este atacat de un asasin, ceea ce face ca Indy, Willie și Short Round să-și dea seama că ceva rău plutește în zonă.  Ei descoperă o serie de tuneluri ascunse în spatele unei statui din camera lui Willie și le explorează, înfruntând o cameră plină de capcane și alta plină de insecte.
Prin tunelurile Palatului ei ajung într-un templu subteran, unde membri ai cultului Thuggee făceau sacrificii umane închinate zeiței hinduse Kali. Cei trei descoperi că membrii Thuggee, conduși de maleficul Mare Preot Mola Ram, sunt în posesia a trei din cele cinci pietre Sankara și au înrobit copii (precum și pe Maharajah care se află sub control) pentru a săpa în căutarea ultimelor două pietre, cu care ei speră că vor putea să conducă lumea, distrugând restul religiilor. În timp ce Indiana încearcă să recupereze pietrele, toți trei sunt prinși și separați. Indiana este biciuit și forțat să bea o poțiune numită „sângele lui Kali”, care-i induce o stare de transă numită „somnul negru al lui Kali”. Ca rezultat, el începe să asculte de poruncile lui Mola Ram. Între timp, Willie este pregătită să fie sacrificată, iar Short Round este pus să muncească în mine, alături de alți copii înrobiți. Short Round își rupe lanțurile și fuge înapoi în templu unde îl arde pe Indiana cu o torță, care se trezește din transă. Maharajahul, care a fost și el vrăjit cu „sângele lui Kali” încearcă să-l încurce pe Indiana în lupta sa înțepând o păpușă voodoo. Short Round se luptă cu Maharajahul și până la urmă îl arde cu o flacără, iar Maharajahul se trezește și el din transă și-i spune lui Round pe unde să iasă din mine. În timp ce Mola Ram scapă, Indiana și Round o scot pe Willie dintr-un puț pe fundul căruia se afla lavă, recuperează cele trei pietre Sankara și îi eliberează pe copii sătenilor. 

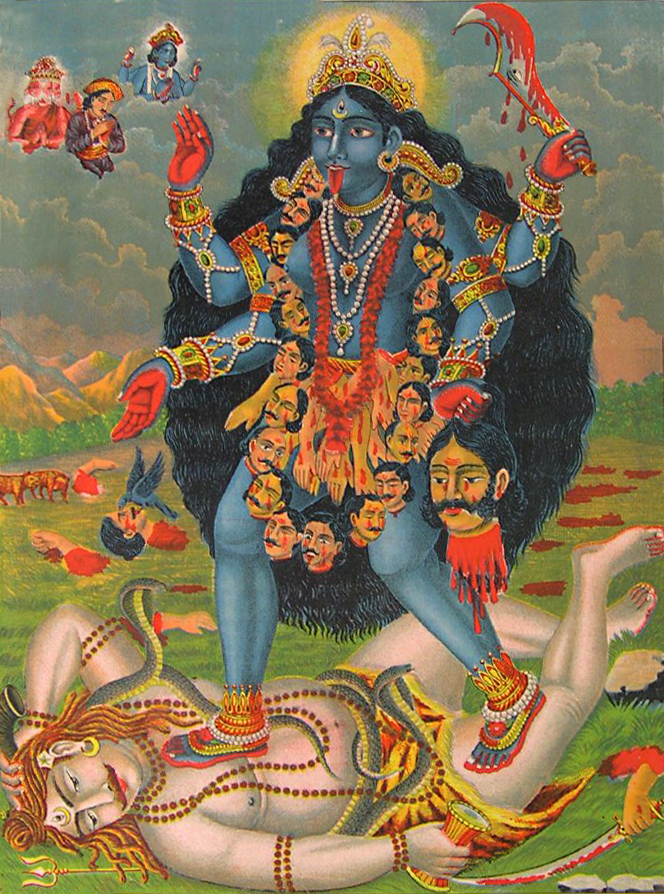
În cinstea zeiței Kali (în imagine) în Palatul Pankot se făceau sacrificii umane

După ce fug din templu cu ajutorul unui vagonet, cei trei ies la suprafață, dar sunt din nou încolțiți de Mola Ram și acoliții săi pe un pod de sfoară aflat deasupra unui râu plin de crocodili. Folosind o sabie furată de la unul dintre războinicii Thuggee, Indiana taie bucăți de frânghie din pod la jumătatea acestuia, ceea ce face ca urmăritorii săi, nelegați de pod, să cadă în apă. Într-un final se luptă Indiana Jones cu Mola Ram pentru pietrele Sankara, Indiana se roagă la Shiva ceea ce face ca pietrele să strălucească și să devină fierbinți. Două pietre cad în râu, în timp ce ultima arde mâna lui Mola Ram. Indiana reușește să prindă ultima piatră, în timp ce Mola Ram cade în râu unde este mâncat de crocodili la fel ca ceilalți care au căzut. Restul membrilor Thuggee încercă să-l omoare pe Indiana trăgând în el cu săgeți de pe malul celălalt, dar o companie de pușcași ai armatei Indiei britanice ajung la Pankot, fiind chemați în ajutor de către Maharajahul palatului. În schimbul de focuri care urmează, mai mult de jumătate din arcașii Thuggee sunt uciși și restul sunt înconjurați și capturați. Indiana, Willie și Short Round se întorc victorioși în sat cu piatra Sivalinga lipsă și cu copiii răpiți.

## Distribuția
- Harrison Ford este Indiana „Indy” Jones, un profesor de arheologie și aventurier [6] căruia locuitorii unui sat din India îi cer disperat ajutorul în vederea recuperării unei pietre misterioase. Harrison Ford a ținut un regim strict de exerciții fizice conduse de Jake Steinfeld în vederea obținerii tonusului muscular necesar filmărilor.

- Kate Capshaw este Wilhelmina „Willie” Scott: o cântăreață americană prin cluburi de noapte care lucrează în Shanghai. Ea nu este pregătită pentru aventurile sale alături de Indy și Short Round, apărând tot timpul ca o domnișoară în primejdie. Ea are și o relație romantică cu Indy. Peste 120 de actrițe au dat probă pentru acest rol, inclusiv Sharon Stone.[2][7] Pentru a se pregăti de acest rol, Capshaw a urmărit filmele The African Queen și A Guy Named Joe. Spielberg a dorit ca Willie să fie în contrast total cu Marion Ravenwood din Raiders of the Lost Ark, așa că a cerut ca părul ei șaten să fie vopsit blond. Designer-ul Anthony Powell a dorit ca personajul să aibă părul roșu.[8]

- Jonathan Ke Quan este Short Round: un băiat chinez de 7 ani, care conduce un automobil Auburn pentru a-l ajuta pe Indiana să scape în Shanghai de urmăritorii săi. Quan a fost ales de echipa de audiții din Los Angeles, California.[8] Aproape 6000 de actori au dat probe pentru acest rol în lumea întreagă: Quan a fost ales după ce fratele său a dat probă pentru acest rol. Lui Spielberg i-a plăcut personalitatea sa, astfel încât el și Ford au improvizat scena în care Short Round îl acuză pe Indiana că trișează în timpul unui joc de carte.[7] El a fost creditat cu numele său de naștere, Ke Huy Quan.

- Amrish Puri este Mola Ram: Un preot demonic al cultului Thuggee care face ritualuri cu sacrificii umane. Personajul este numit după un pictor indian din secolul al XVII-lea. Lucas a dorit ca Mola Ram să fie înfricoșător, astfel încât în scenariu au fost adăugate elemente de sacrificii umane havaiene și aztece și elemente europene de adorare a diavolului.[9] Pentru a crea frizura sa, machiorul Tom Smith s-a bazat pe un craniu de vacă și a folosit un cap shrunken din latex.[10]

- Roshan Seth este Chattar Lal: Prim ministru al Maharajahului din Pankot, dar și un membru Thuggee. El este încântat de sosirea celor trei (Indy, Willie și Short Round) la palat, dar este ofensat de interogatoriul lui Indy privind istoria palatului și trecutul său arheologic dubios.

- Philip Stone este Căpitanul Philip Blumburtt: un comandant britanic al armatei Indiei britanice, chemat la Palatul Pankot pentru „exerciții. El apare la ospățul de la palat și la final, când forțele sale se luptă cu membrii ai Cultului Thuggee. David Niven a fost distribuit în acest rol, dar a murit înainte ca filmările să înceapă.

- Raj Singh este Zalim Singh: Maharajahul adolescent din Pankot, care apare ca o marionetă nevinovată în mâinile Cultului Thuggee.  În final el îl ajută pe Indiana să învingă Cultul.

- D. R. Nanayakkara este Șamanul: Conducătorul unui mic sat care îi cere lui Indiana să recupereze piatra Shiva.

- Roy Chiao este Lao Che: Un șef al mafiei din Shanghai care-l angajează pe Indy să recupereze cenușa incinerată a unuia dintre strămoșii săi, doar pentru a încerca să-l păcălească, neplătindu-i un diamant valoros.

- David Yip este Wu Han: Un prieten de-al lui Indiana care este ucis de unul dintre fiii lui Lao Che în timp ce se dădea drept un chelner în Clubul Obi Wan.

Actorul Pat Roach a interpretat rolul supraveghetorului din mine. Steven Spielberg, George Lucas, Frank Marshall, Kathleen Kennedy și Dan Aykroyd au avut scurte apariții în scena cu aerportul.